# Giải bóng đá siêu cấp Trung Quốc
Giải bóng đá siêu cấp Trung Quốc (tiếng Trung: 中国足球协会超级联赛; bính âm: Zhōngguó Zúqiú Xiéhuì Chāojí Liánsài, Hán-Việt: Trung Quốc túc cầu hiệp hội siêu cấp liên trại, tiếng Anh: Chinese Football Association Super League, thường được gọi là Chinese Super League - CSL) là giải bóng đá chuyên nghiệp hạng cao nhất của bóng đá Trung Quốc dưới sự bảo trợ của Hiệp hội bóng đá Trung Quốc.
Chinese Super League được hình thành năm 2004 trên cơ sở giải hạng A Trung Quốc. Trước năm 2004 các giải bóng đá chuyên nghiệp Trung Quốc là hạng A và hạng B, hiện tại thì giải hạng B được đổi tên thành Trung Quốc League One (giải hạng nhất Trung Quốc).
Khi mới thành lập, giải đấu gồm 12 đội bóng, cho đến mùa giải hiện tại số đội bóng đá lên 16 câu lạc bộ. Đã có 8 đội bóng từng giành chức vô địch.

## Tổng quan
Không như các giải hàng đầu châu Âu, Chinese Super League khởi tranh vào tháng Hai hoặc tháng Ba và kết thúc vào tháng Mười một hoặc Mười hai. Mỗi mùa bóng, các đội sẽ thi đấu với nhau hai lần, một trên sân nhà và một trên sân khách. Theo thể thức hiện tại, có 16 câu lạc bộ tại Super League nên mỗi đội sẽ thi đấu 30 trận trong tổng số 240 trận đấu của mùa giải.
Hai đội có vị trí thấp nhất mỗi mùa sẽ xuống Giải bóng đá hạng nhất quốc gia Trung Quốc còn hai đội từ Hạng Nhất sẽ được lên hạng thay thế.
Ba đội đứng đầu cùng với đội vô địch Cúp quốc gia Trung Quốc sẽ giành quyền tham dự AFC Champions League năm kế tiếp. Nếu hai đội tham dự trận chung kết đều có thứ hạng trong top 3 thì đội xếp hạng 4 sẽ giành suất tham dự Champions League.

## Lịch sử

### Khởi nguồn
Năm 1994, nằm trong kế hoạch cải cách hệ thống thể thao, giải Chinese Jia-A League trở thành giải bóng đá chuyên nghiệp đầu tiên của Trung Quốc. Jia-A (giải hạng A) đã giành được những thành công lớn trong những năm đầu, nhưng vẫn còn đó tồn tại những chỉ trích về sự quản lý giải lý của giải đấu và một vài câu lạc bộ, cùng với đó, giải đấu bị mang tiếng là có cá độ, dàn xếp tỉ số và hối lộ. Hiệp hội bóng đá Trung Quốc sau đó đã quyết định cấu trúc lại hệ thống các giải đấu, với sự ra đời của Trung Quốc Super League.
Ngày 29 tháng 10 năm 2000, Yan Shiduo, phó chủ tịch Hiệp hội bóng đá Trung Quốc (CFA) đề cập tới việc thiết lập một hệ thống các giải chuyên nghiệp mới. Năm 2002, CFA đưa ra quyết định thành lập Trung Quốc Super League, khởi tranh từ năm 2004.

### Thành lập
So với Jia-A, CSL đưa ra nhiều tiêu chuẩn khắt khe hơn. CFA và CSL đưa ra những yêu cầu tối thiểu để đảm bảo sự quản lý chuyên nghiệp, khả năng tài chính, chương trình đào tạo trẻ tại mỗi câu lạc bộ. Giải hạng nhất, Chinese League One, cũng được tái lập với một hệ thống mới. Bên cạnh các giải chuyên nghiệp, CSL còn có giải dành cho đội dự bị, U19, U17 và U15.
Mục tiêu của CSL và Chinese League One là tạo ra giải đấu chất lượng cao và đẳng cấp; giới thiệu phương thức quản lý tân tiến; thực hiện chuẩn chuyên nghiệp tối thiểu; khuyến khích các cầu thủ và huấn luyện viên nước ngoài chất lượng cao; và dần thiết lập hệ thống châu Âu trong chuyển nhượng và đăng ký cầu thủ.

### Khái quát
Mùa giải CSL đầu tiên khởi tranh năm 2004, với 12 đội bóng. Mùa bóng đầu tiên vẫn còn bị ảnh hưởng từ giải đấu cũ, Jia-A. Sau năm 1998, những vụ bê bối về cá độ và dàn xếp tỉ số bị phát hiện. Kết quả là các trận đấu trong nước bị mất đi sự quan tâm, lượng khán giả thấp và mất đi nguồn tài chính khổng lồ.
Theo kế hoạch ban đầu chỉ có một đội xuống hạng và sẽ có hai đội lên hạng trong mùa 2004 và 2005, để tăng số đội lên thành 14 trong năm 2006. Nhưng sau đó CFA quyết định hoãn xuống hạng trong 2 năm.
Năm 2005, giải đấu được tăng lên 14 đội sau khi Wuhan Huanghelou và Zhuhai Zhongbang giành quyền lên hạng từ League One. Đội Châu Hải, trước đó có tên Zhuhai Anping, được mua lại bởi công ty bất động sản Shanghai Zhongbang và chuyển tới Thượng Hải để chuẩn bị cho mùa 2005, và được đổi tên thành Shanghai Zobon.
Năm 2006, giải đấu có kế hoạch mở rộng lên 16 đội với hai đội mới lên hạng là Xiamen Lanshi và Changchun Yatai. Tuy nhiên, Sichuan Guancheng rút lui trước khi mùa giải khởi tranh, vì thế chỉ còn 15 đội. Shanghai Liancheng Zobon, sau đó một lần nữa đổi chủ, và được đổi tên thành Shanghai United.
Năm 2007, giải đấu một lần nữa có kế hoạch mở rộng lên 16 đội, nhưng vẫn lại thiếu một đội. Ông chủ của Shanghai United, Zhu Jun, mua cổ phần của đối thủ cùng thành phố Thượng Hải Thân Hoa và hợp nhất hai đội. Kết quả, Thượng Hải Thân Hoa giữ nguyên tên do đã có một lượng cổ động viên đông đảo ở thành phố, còn Shanghai United rút khỏi giải đấu.
Năm 2008, lần đầu tiên mùa giải khởi tranh với 16 đội tham dự, tuy nhiên Vũ Hán phản đối quyết định xử phạt được đưa ra bởi CFA sau trận đấu với Bắc Kinh Quốc An, và tuyên bố ngay lập tức rút lui khỏi giải đấu, khiến mùa giải kết thúc với 15 đội.
Từ 2009, giải đấu cố định có 16 đội tham dự. Hai suất xuống League One và hai suất lên hạng từ League One mỗi mùa.
Năm 2010, CSL bị bao quanh bởi vụ bê bối từ quan chức cấp cao của CFA. Chính phủ Trung Quốc tiến hành chiến dịch chống lại nạn cá độ bóng đá, dàn xếp tỉ số và hối lộ trên phạm vi toàn quốc, các phó chủ tịch của CFA Xie Yalong, Nan Yong và Yang Yimin bị bắt giữ.
Năm 2011, kế hoạch chống tiêu cực đã giúp cải thiện đáng kể hình ảnh của CSL, với sự tăng lên về lượng khán giả. Các câu lạc bộ như Quảng Châu Hằng Đại và Thượng Hải Thân Hoa bắt đầu đầu tư vào các ngôi sao nước ngoài. Sau cựu tiền vệ của Fluminense Darío Conca chuyển tới năm 2011, một số cầu thủ có tiếng tới năm 2012 trong đó có cựu tiền đạo cua Chelsea Didier Drogba và Nicolas Anelka, cựu tiền vệ Barcelona Seydou Keita và Fábio Rochemback, cựu tiền đạo Sevilla Frédéric Kanouté, cựu tiền đạo Blackburn Rovers Yakubu Aiyegbeni và cựu tiền đạo Borussia Dortmund Lucas Barrios. Cựu huấn luyện viên đội tuyển bóng đá quốc gia Nhật Bản Takeshi Okada được bổ nhiệm làm huấn luyện viên Hangzhou Greentown, cựu huấn luyện viên đội tuyển bóng đá quốc gia Argentina Sergio Batista thay thế Jean Tigana làm huấn luyện viên trưởng Thượng Hải Thân Hoa, và cựu huấn luyện viên đội tuyển bóng đá quốc gia Italia và Juventus Marcello Lippi thay Lee Jang-Soo làm huấn luyện viên Quảng Châu Hằng Đại.
Năm 2012, Quảng Châu Hằng Đại trở thành đội bóng của Trung Quốc đầu tiên bảo vệ thành công chức vô địch CSL và liên tục vô địch từ đó đến nay. Đội bóng 8 lần giành chức vô địch giải chuyên nghiệp Dalian Shide, đã liên tục gặp khó khăn về tài chính đặc biệt sau khi chủ tịch Xu Ming bị bắt giữ, đã có kế hoạch hợp nhất với Dalian Aerbin, một câu lạc bộ CSL khác cùng thành phố, nhưng sau đó bị CFA từ chối cho hợp nhất. Sau khi Dalian Shide không thể đăng ký để thi đấu tại CSL, Aerbin đã mua lại học viện danh tiếng của câu lạc bộ và các cơ sở vật chất tập luyện. Dalian Shide, câu lạc bộ thành công nhất lịch sử bóng đá Trung Quốc, chính thức giải thể ngày 31 tháng 1 năm 2013.

## Các nhà vô địch
| Mùa  | Vô địch                 | Á quân              | Hạng 3                    |
| ---- | ----------------------- | ------------------- | ------------------------- |
| 2004 | Thâm Quyến Kiện Lực Bảo | Sơn Đông Lỗ Năng    | Quốc tế Thượng Hải        |
| 2005 | Đại Liên Thực Đức       | Thượng Hải Thân Hoa | Sơn Đông Lỗ Năng          |
| 2006 | Sơn Đông Lỗ Năng        | Thượng Hải Thân Hoa | Bắc Kinh Quốc An          |
| 2007 | Trường Xuân Á Thái      | Bắc Kinh Quốc An    | Sơn Đông Lỗ Năng          |
| 2008 | Sơn Đông Lỗ Năng        | Thượng Hải Thân Hoa | Bắc Kinh Quốc An          |
| 2009 | Bắc Kinh Quốc An        | Trường Xuân Á Thái  | Hà Nam Kiến Nghiệp        |
| 2010 | Sơn Đông Lỗ Năng        | TEDA Thiên Tân      | Thượng Hải Thân Hoa       |
| 2011 | Quảng Châu Hằng Đại     | Bắc Kinh Quốc An    | Liêu Ninh Hoành Vận       |
| 2012 | Quảng Châu Hằng Đại     | Giang Tô Tô Ninh    | Bắc Kinh Quốc An          |
| 2013 | Quảng Châu Hằng Đại     | Sơn Đông Lỗ Năng    | Bắc Kinh Quốc An          |
| 2014 | Quảng Châu Hằng Đại     | Bắc Kinh Quốc An    | Quảng Châu R&F            |
| 2015 | Quảng Châu Hằng Đại     | Thượng Hải SIPG     | Sơn Đông Lỗ Năng          |
| 2016 | Quảng Châu Hằng Đại     | Giang Tô Tô Ninh    | Thượng Hải SIPG           |
| 2017 | Quảng Châu Hằng Đại     | Thượng Hải SIPG     | Thiên Tân Quyền Kiện      |
| 2018 | Thượng Hải SIPG         | Quảng Châu Hằng Đại | Sơn Đông Lỗ Năng          |
| 2019 | Quảng Châu Hằng Đại     | Bắc Kinh Quốc An    | Thượng Hải SIPG           |
| 2020 | Giang Tô Tô Ninh        | Quảng Châu Hằng Đại | Bắc Kinh Quốc An          |
| 2021 | Sơn Đông Thái Sơn       | Cảng Thượng Hải     | Quảng Châu                |
| 2022 | Vũ Hán Tam Thị Trấn     | Sơn Đông Thái Sơn   | Chuyên nghiệp Chiết Giang |